# 莫基伊夫卡 (羅姆內區)
50°50′49″N 33°19′2″E / 50.84694°N 33.31722°E
莫基伊夫卡（烏克蘭語：Мокіївка）是位於烏克蘭東北部的村莊，由蘇梅州羅姆內區的羅姆內市鎮負責管轄。該村處於羅緬河右岸，分別距離大布布尼1公里和維尤涅2.5公里，海拔高度135米，2001年人口388。